# 黃面澳龜
黃面澳龜（英語：yellow-faced turtle，學名：Emydura tanybaraga）是澳龜屬下的一種龜，生活在澳大利亞北部。